# Tauwetter (Verein)
Tauwetter ist ein Selbsthilfeprojekt von Männern und für Männer, die als Junge sexualisierter Gewalt ausgesetzt waren. Träger der Anlaufstelle des Projekts ist ein als gemeinnützig anerkannter eingetragener Verein mit Sitz im Mehringhof in Berlin. Durch Vernetzung mit anderen Projekten, Mitarbeit in verschiedenen Bundesgremien, Öffentlichkeitsarbeit, Fortbildungen, Telefonberatung und einen Internet-Auftritt mit Adressen- und Literaturliste ist der Verein auch außerhalb Berlins wirksam.

## Geschichte
Aus einer Selbsthilfegruppe heraus entstand Anfang 1995 im Mehringhof in Berlin-Kreuzberg die Anlaufstelle Tauwetter. Der Verein Tauwetter, vereint gegen sexualisierte Gewalt e.V. wurde im April 1999 gegründet. Von Anfang an wird konsequent am Prinzip der Hilfe durch Betroffene für Betroffene festgehalten; gemeinsam mit anderen Projekten wurde der betroffenenkontrollierte Ansatz entwickelt. Tauwetter versteht sich als parteilich zugunsten der Opfer sexualisierter Gewalt; Täterarbeit wird bewusst nicht angeboten.
Tauwetter gehörte zu den wenigen Anlaufstellen, die schon Mitte der 90er Jahre Unterstützung für betroffene Männer angeboten haben, und ist auch heute noch eines von wenigen Angeboten für Männer, die in ihrer Kindheit sexueller Gewalt ausgesetzt waren.
Seit Anfang 2013 wird die Arbeit der Anlaufstelle vom Berliner Senat getragen. Der notwendige Eigenanteil wird durch zusätzliche Angebote (s. u.) sichergestellt.
Tauwetter ist Mitglied in der Deutschen Gesellschaft für Prävention und Intervention bei Kindesmisshandlung und -vernachlässigung und arbeitet mit anderen Selbsthilfeprojekten und Beratungsstellen (Wildwasser, Zartbitter usw.) und dem Unabhängigen Beauftragten für Fragen des sexuellen Kindesmissbrauchs (UBSKM) zusammen; auch in den Berliner Vernetzungsgremien ist Tauwetter aktiv vertreten.

## Angebote
In der Anlaufstelle gibt es einen Beratungs- und einen Selbsthilfebereich, deren Träger der gemeinnützige Verein Tauwetter ist.
Im Beratungsbereich wird für betroffene Menschen (der Verein adressiert „Männer*“, wobei der Stern für die Selbstbezeichnung weiterer Geschlechter steht, vgl. Intersexualität) und auch für unterstützende Personen, Paare und beruflich mit dem Thema Konfrontierte Beratung in persönlicher, telefonischer oder schriftlicher Form angeboten.
Im Selbsthilfebereich werden insbesondere – in ihrer Anfangsphase von in der Selbsthilfe erfahrenen Männern begleitete – Gruppen angeboten.
Außerdem bietet Tauwetter Fallsupervisionen, Fortbildungen, Vorträge, Workshops, Medienberatung und verschiedene Beiträge zur Prävention sexualisierter Gewalt an. Mit Fortbildungen, Vorträgen und Workshops ist Tauwetter bundesweit aktiv.
Durch eine umfangreiche Auflistung weiterer Hilfsangebote auf seiner Homepage nimmt Tauwetter eine bundesweite Vernetzungsfunktion für hilfesuchende Männer ein.

## Ziele
Ziel von Tauwetter ist es, in ihrer Kindheit oder Jugend von sexualisierter Gewalt betroffene „Männer*“ auf ihrem Weg zu einem selbstbestimmteren Leben zu unterstützen.
Weitere Ziele sind die Prävention von sexualisierter Gewalt und das Voranbringen des Themas sexualisierte Gewalt in der Öffentlichkeit.

## Engagement als Betroffene für Betroffene
In Kooperation mit Wildwasser wurde im September 2010 der erste bundesweite Kongress Betroffener sexualisierter Gewalt unter dem Titel "Aus unserer Sicht" organisiert. Über 100 Betroffene aus dem gesamten Bundesgebiet haben einen Forderungskatalog erarbeitet. Dieser wurde auf einer Pressekonferenz den Medien und von einer Vertreterin von Wildwasser und einem Vertreter von Tauwetter am Runden Tisch vorgestellt.
Im Jahr 2011 hat Tauwetter zusammen mit Wildwasser einen "Block der Gesichtslosen" von Betroffenen sexualisierter Gewalt auf der Demonstration anlässlich des Papstbesuches in Berlin organisiert. 500 Teilnehmende, viele von ihnen mit weißen Masken vorm Gesicht, riefen dem Papst entgegen "Non absolvimus vos" – wir vergeben euch nicht.

## Mitarbeit am Runden Tisch und beim UBSKM
Seit 2010 ist Tauwetter auf bundespolitischer Ebene aktiv und bringt „ihre Analyse, ihre Veröffentlichungen, ihre kritischen und konstruktiven Zwischenrufe und ihre kreativen Ansätze“ auch in Bundesgremien ein.
Tauwetter war 2010 am Runden Tisch sexueller Kindesmissbrauch in der Unterarbeitsgruppe „Beratungsnetzwerk, in dem Betroffene sexualisierter Gewalt und deren Angehörige kompetente Beratung, Unterstützung und Begleitung erfahren“ tätig und hat sich mit inhaltlichen Beträgen und Stellungnahmen an der Arbeitsgruppe I „Prävention – Intervention – Information“ unter Leitung von Ministerin Kristina Schröder beteiligt.
Zur selben Zeit hat Tauwetter im wissenschaftlichen Beirat der Telefonischen Anlaufstelle der Unabhängigen Beauftragten Christine Bergmann mitgearbeitet.
Seit 2014 ist Tauwetter im Fachbeirat des aktuellen Unabhängigen Beauftragten für Fragen des sexuellen Kindesmissbrauchs Johannes-Wilhelm Rörig vertreten und arbeitet dort in der Konzeptgruppe Forschung mit.
Tauwetter ist Mitglied der Bund-Länder-AG zum Monitoring des Aktionsplans 2011 der Bundesregierung zum Schutz von Kindern und Jugendlichen vor sexueller Gewalt und Ausbeutung.

## Publikationen
- Stefan Sack und die Gruppe Tauwetter: Selbsthilfegruppen für Männer, ihre Bedeutung für den Heilungsprozeß nach sexuellem Missbrauch. In: Gitti Hentschel (Hrsg.): Skandal und Alltag : sexueller Missbrauch und Gegenstrategien. Orlanda Verlag, Berlin 1996, ISBN 3-929823-38-1, S. 135 ff.
- Autorengruppe Tauwetter: Tauwetter: Ein Selbsthilfe-Handbuch für Männer, die als Junge sexuell mißbraucht wurden. 1. Auflage. DONNA VITA Marion Mebes OHG, Ruhnmark 1998, ISBN 3-927796-57-3, S. 93/96 (neue ISBN 978-3-927796-57-7).
- Thomas Schlingmann und andere Mitarbeiter von Tauwetter: Selbsthilfe – Ein taugliches Konzept für Männer, die als Junge Opfer sexualisierter Gewalt geworden sind? Erfahrungen der Anlaufstelle Tauwetter. In: Hans-Joachim Lenz (Hrsg.): Männliche Opfererfahrungen : Problemlagen und Hilfeansätze in der Männerberatung. Juventa-Verlag, Weinheim / München 2010, ISBN 978-3-7799-1364-1 (tauwetter.de).
- Thomas Schlingmann: Männlichkeit, sexuelle Gewalterfahrung und Drogenkonsum. In: Silke-Birgitta Gahleitner, Connie Lee Gunderson (Hrsg.): Gender, Trauma, Sucht : Neues aus Forschung, Diagnostik und Praxis. Geleitw. von Michaela Huber. Asanger, Kröning 2009, ISBN 978-3-89334-542-7.
- Thomas Schlingmann: Die gesellschaftliche Bedeutung sexueller Gewalt und ihre Auswirkung für männliche Opfer. In: Beratungsstelle kibs (Hrsg.): Es kann sein, was nicht sein darf: Jungen als Opfer sexualisierter Gewalt. Dokumentation der Fachtagung am 19./20.11. 2009 in München / kibs, Kinderschutz e.V. Books on Demand, Norderstedt 2009, ISBN 978-3-8423-4644-4.
- Thomas Schlingmann: Beratung von Männern, die als Junge sexuelle Gewalt erleben mussten. In: Kind im Zentrum (Hrsg.): Perspektive des Kindes : Beratung und Therapie bei sexuellem Missbrauch. Zsgest. von Udo Wölkerling. 1. Auflage. EJF, Berlin 2010, DNB 1042333645.
- Peter Mosser, Thomas Schlingmann: Plastische Chirurgie an den Narben der Gewalt – Bemerkungen zur Medizinisierung des Traumabegriffs. In: Gesellschaft für Gemeindepsychologische Forschung und Praxis e.V (Hrsg.): Forum Gemeindepsychologie. 1 Jg. 18 (2013). Pabst Science Publishers, 2013, ISSN 1430-094X, DNB 98653997X (gemeindepsychologie.de [abgerufen am 18. März 2016]).
- Thomas Schlingmann: Alles Trauma oder was? In: Wildwasser e.V. (Hrsg.): Vom Tabu zur Schlagzeile. 30 Jahre Arbeit gegen sexuelle Gewalt – viel erreicht?! Kongressdokumentation. Berlin September 2013 (wildwasser-berlin.de [PDF; 2,4 MB; abgerufen am 22. März 2016]).
- Thomas Schlingmann: Des Kaisers neue Kleider? - Eine Kritik an "kein Täter werden". In: DGfPI (Hrsg.): Kindesmisshandlung und -vernachlässigung. Nr. 1/2015, 2015 (tauwetter.de [PDF; 673 kB; abgerufen am 18. März 2016]).
- Thomas Schlingmann: Für ein neues Verhältnis von Wissenschaft, Praxis und Betroffenen – Anmerkungen aus der Perspektive eines forschenden, betroffenen Praktikers. In: DGfS (Hrsg.): Zeitschrift für Sexualforschung. Nr. 4/2015. Thieme, 2015, ISSN 0932-8114, DNB 013761587.